# Austroheptura illiesi
Austroheptura illiesi är en bäcksländeart som beskrevs av Hynes 1974. Austroheptura illiesi ingår i släktet Austroheptura och familjen Austroperlidae. Inga underarter finns listade i Catalogue of Life.